# Red Ensign (film, 1934)
Pour plus de détails, voir Fiche technique et Distribution.
Red Ensign est un film britannique réalisé par Michael Powell, sorti en 1934.

## Synopsis
« Depuis plus de 200 ans, la marine marchande britannique a amené le RED ENSIGN dans tous les ports du monde. Aujourd'hui, de nombreux navires sont au repos faute de cargaisons. Les chantiers navals sont désertés. Le pavillon de détresse est levé. Ceci est l'histoire de David Barr, constructeur de navire, et de son combat pour ramener la prospérité aux navires britanniques ».

## Fiche technique
- Titre original : Red Ensign
- Titre américain : Strike!
- Réalisation : Michael Powell
- Scénario : Jerome Jackson, Michael Powell
- Dialogues : L. Du Garde Peach
- Direction artistique : Alfred Junge
- Costumes : Gordon Conway
- Photographie : Leslie Rowson
- Son : A. Birch
- Montage : Geoffrey Barkas
- Production : Jerome Jackson
- Production exécutive : Michael Balcon
- Société de production : Gainsborough Pictures[2], Gaumont British Picture Corporation[3]
- Société de distribution : Gaumont British Distributors
- Pays d’origine :  Royaume-Uni
- Langue originale : anglais
- Format : noir et blanc — 35 mm — 1,37:1 — son Mono (British Acoustic Film)
- Genre : drame
- Durée : 69 minutes
- Date de sortie :
  - Royaume-Uni : 4 juin 1934

## Distribution
- Leslie Banks : David Barr
- Carol Goodner : June MacKinnon
- Frank Vosper : Lord Dean
- Alfred Drayton : Manning
- Donald Calthrop MacLeod
- Allan Jeayes : Emerson, alias Grierson
- Campbell Gullan : Hannay
- Percy Parsons : Casey
- Fewlass Llewellyn : Sir Gregory
- Henry Oscar : Raglan
- John Laurie : comptable chargé de la paye
- Henry Caine : Bassett
- George Carney : Lindsey
- Jack Lambert : inspecteur de police
- Frederick Piper : McWilliams